# Lijst van voetbalinterlands Hongkong - Indonesië
Deze lijst van voetbalinterlands is een overzicht van alle officiële voetbalwedstrijden tussen de nationale teams van Hongkong en Indonesië. De landen speelden tot op heden negentien keer tegen elkaar. De eerste ontmoeting, een vriendschappelijke wedstrijd, werd gespeeld in Kuala Lumpur (Maleisië) op 2 september 1957. Het laatste duel, eveneens een vriendschappelijke wedstrijd, vond plaats op 16 oktober 2018 in Cikarang.

## Wedstrijden
| №  | Plaats       | Datum            | Competitie                 | Wedstrijd            | Uitslag |
| -- | ------------ | ---------------- | -------------------------- | -------------------- | ------- |
| 1  | Kuala Lumpur | 2 september 1957 | Vriendschappelijk          | Indonesië – Hongkong | 1 – 2   |
| 2  | Kuala Lumpur | 4 september 1958 | Vriendschappelijk          | Indonesië – Hongkong | 1 – 2   |
| 3  | Kuala Lumpur | 11 augustus 1960 | Vriendschappelijk          | Indonesië – Hongkong | 3 – 1   |
| 4  | Kuala Lumpur | 4 augustus 1961  | Vriendschappelijk          | Indonesië – Hongkong | 2 – 2   |
| 5  | Kuala Lumpur | 23 augustus 1967 | Vriendschappelijk          | Indonesië – Hongkong | 1 – 2   |
| 6  | Kuala Lumpur | 4 augustus 1970  | Vriendschappelijk          | Indonesië – Hongkong | 3 – 1   |
| 7  | Seoel        | 6 mei 1971       | Vriendschappelijk          | Indonesië – Hongkong | 2 – 1   |
| 8  | Bangkok      | 22 mei 1971      | Azië Cup 1972 kwalificatie | Indonesië – Hongkong | 2 – 1   |
| 9  | Kuala Lumpur | 8 augustus 1971  | Vriendschappelijk          | Indonesië – Hongkong | 3 – 0   |
| 10 | Kuala Lumpur | 30 juli 1972     | Vriendschappelijk          | Indonesië – Hongkong | 0 – 1   |
| 11 | Kuala Lumpur | 23 juli 1974     | Vriendschappelijk          | Indonesië – Hongkong | 5 – 2   |
| 12 | Kuala Lumpur | 14 augustus 1975 | Vriendschappelijk          | Indonesië – Hongkong | 3 – 2   |
| 13 | Singapore    | 28 februari 1977 | WK 1978 kwalificatie       | Hongkong – Indonesië | 4 – 1   |
| 14 | Hongkong     | 4 juni 1989      | WK 1990 kwalificatie       | Hongkong – Indonesië | 1 – 1   |
| 15 | Jakarta      | 25 juni 1989     | WK 1990 kwalificatie       | Indonesië – Hongkong | 3 – 2   |
| 16 | Hongkong     | 24 oktober 1999  | Azië Cup 2000 kwalificatie | Hongkong − Indonesië | 1 − 1   |
| 17 | Jakarta      | 14 november 1999 | Azië Cup 2000 kwalificatie | Indonesië − Hongkong | 3 − 1   |
| 18 | Jakarta      | 1 juni 2007      | Vriendschappelijk          | Indonesië − Hongkong | 3 − 0   |
| 19 | Cikarang     | 16 oktober 2018  | Vriendschappelijk          | Indonesië − Hongkong | 1 − 1   |

## Samenvatting
| Competitie            | Totaal gespeeld | Winst Hongkong | Gelijk | Winst Indonesië | Doelsaldo Hongkong – Indonesië |
| --------------------- | --------------- | -------------- | ------ | --------------- | ------------------------------ |
| WK-kwalificatie       | 3               | 1              | 1      | 1               | 7 − 5                          |
| Azië Cup-kwalificatie | 3               | 0              | 1      | 2               | 3 − 6                          |
| Vriendschappelijk     | 13              | 4              | 2      | 7               | 17 − 28                        |
| Totaal                | 19              | 5              | 4      | 10              | 27 − 39                        |

HKFA · 
Lijst van A-internationals · 
Hongkongs vrouwenelftal
1960 – 1969 ·
1970 – 1979 ·
1980 – 1989 ·
1990 – 1999 ·
2000 – 2009 ·
2010 – 2019 ·
2020 − 2029
Afghanistan ·
Argentinië ·
Australië ·
Bahrein ·
Bangladesh ·
Bhutan ·
Brazilië ·
Brunei ·
Cambodja ·
Canada ·
China ·
Colombia ·
Denemarken ·
Estland ·
Fiji ·
Filipijnen ·
Guam ·
India ·
Indonesië ·
Irak ·
Iran ·
Israël ·
Japan ·
Jemen ·
Joegoslavië ·
Jordanië ·
Koeweit ·
Kroatië ·
Laos ·
Libanon ·
Liechtenstein ·
Macau ·
Malediven ·
Maleisië ·
Marokko ·
Mauritius ·
Mongolië ·
Myanmar ·
Nepal ·
Noord-Korea ·
Noorwegen ·
Oezbekistan ·
Oman ·
Oost-Timor ·
Palestina ·
Paraguay ·
Qatar ·
Salomonseilanden ·
Saoedi-Arabië ·
Singapore ·
Sri Lanka ·
Syrië ·
Tadzjikistan ·
Taiwan ·
Thailand ·
Turkmenistan ·
Verenigde Arabische Emiraten ·
Vietnam ·
Zuid-Korea ·
Zuid-Vietnam ·
Zwitserland
PSSI · 
Indonesisch vrouwenelftal
WK 1938
OS 1956
Afghanistan ·
Andorra ·
Argentinië ·
Australië ·
Bahrein ·
Bangladesh ·
Bhutan ·
Bosnië en Herzegovina ·
Brunei ·
Bulgarije ·
Burundi ·
Cambodja ·
Canada ·
China ·
Cuba ·
Curaçao ·
DDR ·
Denemarken ·
Dominicaanse Republiek ·
Egypte ·
Estland ·
Fiji ·
Filipijnen ·
Ghana ·
Guinee ·
Guyana ·
Hongarije ·
Hongkong ·
India ·
Irak ·
Iran ·
Jamaica ·
Japan ·
Jemen ·
Joegoslavië ·
Jordanië ·
Kameroen ·
Kenia ·
Kirgizië ·
Koeweit ·
Kroatië ·
Laos ·
Liberia ·
Libië ·
Liechtenstein ·
Litouwen ·
Malediven ·
Maleisië ·
Malta ·
Marokko ·
Mauritius ·
Moldavië ·
Myanmar ·
Nederland ·
Nepal ·
Nieuw-Zeeland ·
Nigeria ·
Noord-Korea ·
Oezbekistan ·
Oman ·
Oost-Timor ·
Pakistan ·
Palestina ·
Papoea-Nieuw-Guinea ·
Paraguay ·
Puerto Rico ·
Qatar ·
Saoedi-Arabië ·
Senegal ·
Singapore ·
Sri Lanka ·
Syrië ·
Taiwan ·
Tanzania ·
Thailand ·
Turkmenistan ·
Uruguay ·
Vanuatu ·
Verenigde Arabische Emiraten ·
Vietnam ·
Zimbabwe ·
Zuid-Jemen ·
Zuid-Korea ·
Zuid-Vietnam